# Grzegorz Sandomierski
Grzegorz Sandomierski (ur. 5 września 1989 w Białymstoku) – polski trener i piłkarz grający na pozycji bramkarza.

## Kariera klubowa
Sandomierski swoją karierę rozpoczynał w MOSP Jagiellonii Białystok. W 2006 r. został włączony do rezerw drugoligowej drużyny. Zagrał w czterech meczach po czym został wypożyczony do drugiej drużyny poznańskiego Lecha. Zaliczył dwa występy w trzeciej lidze, po czym powrócił do Jagiellonii. W sezonie 2007/2008 w obliczu kontuzji lub kartek Jacka Banaszyńskiego zadebiutował w pierwszej lidze w spotkaniu z Cracovią w którym puścił dwa gole. Do końca rozgrywek wystąpił jeszcze w czterech innych pojedynkach. Następnie doznał ciężkiego urazu który wykluczył go z gry na pół roku. W styczniu 2009 r. został wypożyczony do Ruchu Wysokie Mazowieckie, gdzie był podstawowym zawodnikiem. Przed sezonem 2009/2010 powrócił do Białegostoku.
Na początku sezonu 2009/2010 bramki Jagiellonii pilnował Rafał Gikiewicz. Jednak 22-letni golkiper spisywał się słabo, zawinił przy utracie kilku goli i jego miejsce zajął Sandomierski. 20-letni bramkarz doskonale korzystał z danej mu szansy. Na ściągnięcie do klubu w trybie nagłym byłego reprezentanta Polski Grzegorza Szamotulskiego odpowiedział serią meczów bez puszczonego gola. Przez sześć spotkań z rzędu zachował czyste konto. Jego passa trwała 564 minuty (co jest klubowym rekordem) i zakończyła się w starciu w Chorzowie z Ruchem. Wówczas białostoczanie przegrali 2:5.
W sierpniu 2011 r. poleciał na testy medyczne do KRC Genk, a po ich pozytywnym przejściu podpisał 5-letni kontrakt z belgijskim klubem. 31 sierpnia 2012 roku został wypożyczony na rok do angielskiego klubu Blackburn Rovers. W Blackburn zadebiutował dopiero 1 kwietnia 2013 r., wchodząc z ławki rezerwowych w 52. minucie spotkania z Cardiff. Drużyna Sandomierskiego przegrała 3:0.
26 czerwca 2014 r. Sandomierski podpisał dwuletnią umowę z Zawiszą, zastępując w bramce kontuzjowanego Wojciecha Kaczmarka. Piłkarz przeszedł do bydgoskiego klubu na zasadzie wolnego transferu.
22 czerwca 2015 r. podpisał trzyletni kontrakt z Cracovią. W marcu 2018 r. rozwiązał kontrakt z Cracovią za porozumieniem stron.
12 czerwca 2018 podpisał dwuletni kontrakt z Jagiellonią. Od 31 stycznia 2020 r. przez rok był zawodnikiem rumuńskiego CFR Cluj. 17 lipca 2021 r. związał się rocznym kontaktem z Górnikiem Zabrze, a 16 lipca 2022 r. został piłkarzem greckiego klubu APO Lewadiakos.
W 2023 zakończył karierę zawodnika i został trenerem bramkarzy juniorów Jagielloni Białystok.

## Kariera reprezentacyjna
10 grudnia 2010 roku zadebiutował w reprezentacji Polski podczas meczu towarzyskiego z reprezentacją Bośni i Hercegowiny. Znalazł się w szerokiej kadrze na Euro 2012, zastąpił kontuzjowanego Łukasza Fabiańskiego.
| Mecze i czas gry w reprezentacji | Mecze i czas gry w reprezentacji | Mecze i czas gry w reprezentacji | Mecze i czas gry w reprezentacji | Mecze i czas gry w reprezentacji | Mecze i czas gry w reprezentacji | Mecze i czas gry w reprezentacji |
| #                                | Data                             | Miasto                           | Przeciwnik                       | Czas                             | Wynik                            | Rozgrywki                        |
| -------------------------------- | -------------------------------- | -------------------------------- | -------------------------------- | -------------------------------- | -------------------------------- | -------------------------------- |
| 1.                               | 10.12.2010                       | Antalya                          | Bośnia i Hercegowina             | 90'                              | 2:2                              | towarzyski                       |
| 2.                               | 06.02.2011                       | Vila Real de Santo António       | Mołdawia                         | 90'                              | 1:0                              | towarzyski                       |
| 3.                               | 29.03.2011                       | Pireus                           | Grecja                           | 90'                              | 0:0                              | towarzyski                       |

## Sukcesy
Klubowe
 Zawisza Bydgoszcz
- Superpuchar Polski (1): 2014

 Dinamo Zagrzeb
- Mistrzostwo Chorwacji (1): 2013/14

 Jagiellonia Białystok
- Puchar Polski (1): 2009/10
- Superpuchar Polski (1): 2010

 MOSP Jagiellonia Białystok
- Srebrny Medal Mistrzostw Polski Juniorów: 2006

  CFR Cluj 
- Mistrzostwo Rumunii (2):  2019/20, 2020/21

Indywidualne
- Odkrycie roku w plebiscycie Piłki Nożnej: 2010